# مايك بولارد
مايك بولارد هو لاعب هوكي جليد كندي، ولد في 10 مارس 1961 في أوتاوا في كندا.

## وصلات خارجية
- مايك بولارد على موقع دوري الهوكي الوطني (الإنجليزية)
- مايك بولارد على موقع قاعة مشاهير الهوكي (لاعب أن.إتش.أل) (الإنجليزية)
- مايك بولارد على موقع EliteProspects.com (الإنجليزية)
- مايك بولارد على موقع Eurohockey.com (الإنجليزية)
- مايك بولارد على موقع HockeyDB.com (الإنجليزية)
- مايك بولارد على موقع Hockey-Reference.com (الإنجليزية)